# Selección femenina de fútbol de Etiopía
Este artículo sobre una Selección femenina de fútbol es un esbozo. Puedes ayudar a Wikipedia expandiéndolo.

La selección nacional femenina de fútbol de Etiopía ( amárico : የኢትዮጵያ ሴቶች ብሔራዊ እግር ኳስ ቡድን) representa a Etiopía en el fútbol femenino internacional. Están supervisados por la Federación Etíope de Fútbol. Al 13 de diciembre de 2024, ocupan el puesto 124 en el mundo.
Está afiliado a la FIFA, CAF y CECAFA.
En mayo de 2014, fue clasificado como el 94º mejor equipo femenino del mundo.  Se les conoce popularmente como Lucy en referencia al fósil del Australopithecus, y también como cuadricolores en referencia a los 4 colores que Etiopía tiene en su bandera ( azul , amarillo, rojo y verde ). 

## Historia
La selección nacional femenina de Etiopía debutó en septiembre de 2002 en las eliminatorias para el Campeonato Africano de Fútbol Femenino, venciendo a Uganda para clasificarse a la ronda principal, donde terminó última en su grupo, logrando solo un empate con la selección nacional femenina de Malí .
En 2004, Etiopía volvió a clasificarse para el Campeonato Africano, donde consiguió un resultado histórico, alcanzando las semifinales de la competición tras vencer a Sudáfrica y empatar con Zimbabue. Después de perder las semifinales ante Nigeria, perdieron el partido por el tercer puesto ante Ghana en los penaltis. Esta fue la mejor actuación del equipo etíope en la historia de la competición hasta la fecha.
El equipo se retiró de la competición de 2006 y tampoco participó en 2008, regresando en 2010, donde fue eliminado por Tanzania.
En julio de 2008, la Asociación Etíope de Fútbol fue suspendida por la FIFA por violar un plan de acción acordado.
En febrero de 2025 participará de la Copa Africana de Naciones Femenina 2026, enfrentándose a Uganda.

## Participaciones
| Año         | Participación |
| ----------- | ------------- |
| 1991 a 1999 | no participó  |
| 2003        | no clasificó  |
| 2007        | no participó  |
| 2011        | no clasificó  |
| 2015        | no clasificó  |
| 2019        | no clasificó  |
| 2023        | no clasificó  |

| Año         | Participación    |
| ----------- | ---------------- |
| 1991 a 2000 | no participó     |
| 2002        | Ronda preliminar |
| 2004        | Cuarto           |
| 2006 a 2010 | no clasificó     |
| 2012        | Ronda preliminar |
| 2014        | no clasificó     |
| 2016        | no clasificó     |
| 2018        | no clasificó     |
| 2022        | no clasificó     |
| 2024        | no clasificó     |

| Año         | Participación |
| ----------- | ------------- |
| 1996 a 2000 | no participó  |
| 2004        | no participó  |
| 2008        | retirado      |
| 2012        | no clasificó  |
| 2016        | no participó  |
| 2020        | no clasificó  |
| 2024        | no clasificó  |

| Año  | Participación    |
| ---- | ---------------- |
| 2003 | Ronda preliminar |
| 2007 | Ronda preliminar |
| 2011 | no clasificó     |
| 2015 | no clasificó     |